# دریبل تو گل

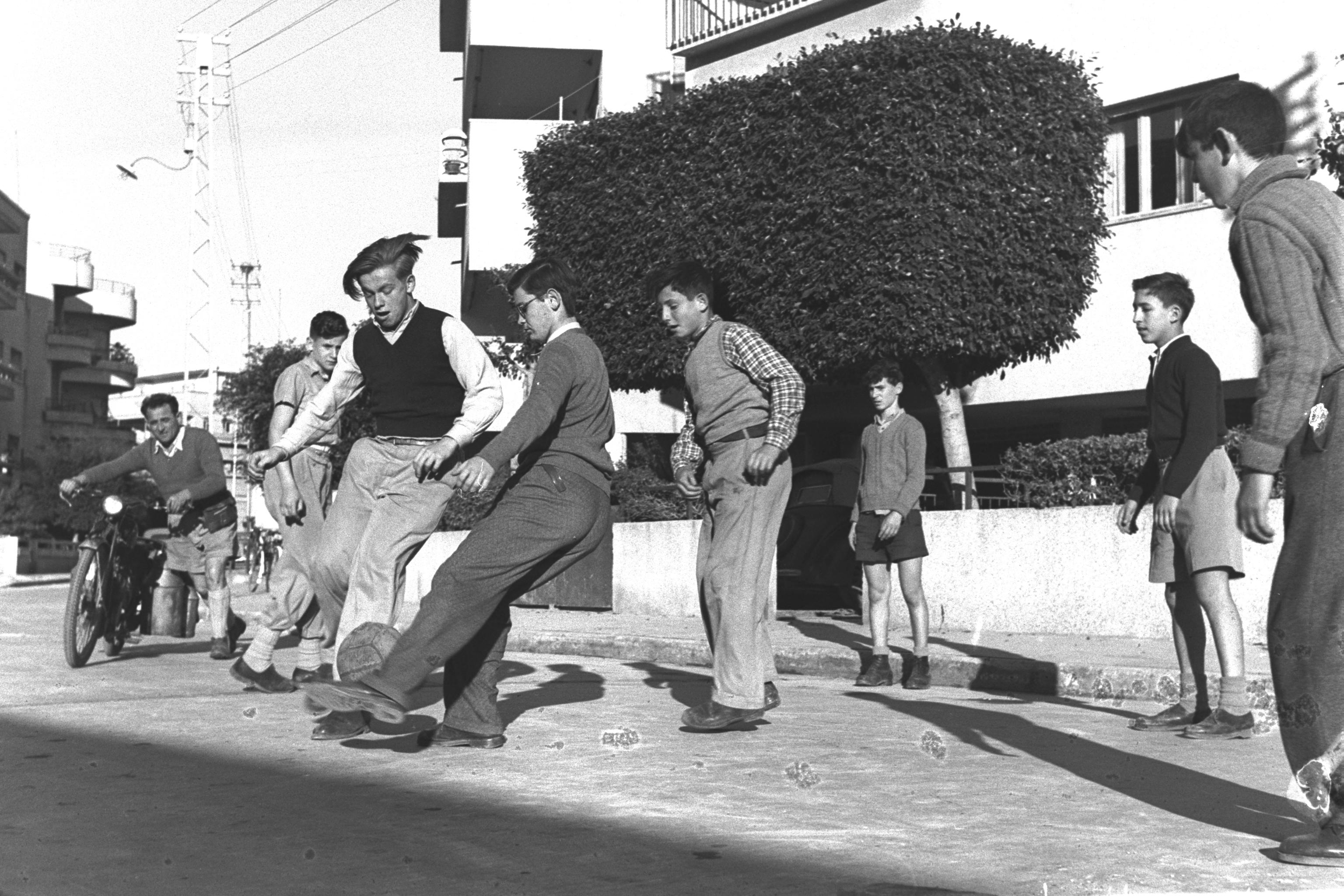

دریبل تو گل یا دریبل‌گل گونه‌ای از فوتبال است که در آن یک نفر دروازه‌بان در درون دروازه قرار می‌گیرد و تعدادی مهاجم با دریبل کردن یکدیگر سعی می‌کنند دروازه را باز کنند. در این بازی برنده کسی است که بیشتر از بقیه گل بزند.
این بازی در شهرهای مختلف ایران اغلب با نامهای دیگری شناخته می شود. به طور مثال در مسجدسلیمان به «یه گل یه بک»، اصفهان «حمله به یک گل»، دزفول «حمله به گل» و در اهواز با نام عجیب «تهران اهواز» معروف است.